# Toefzak

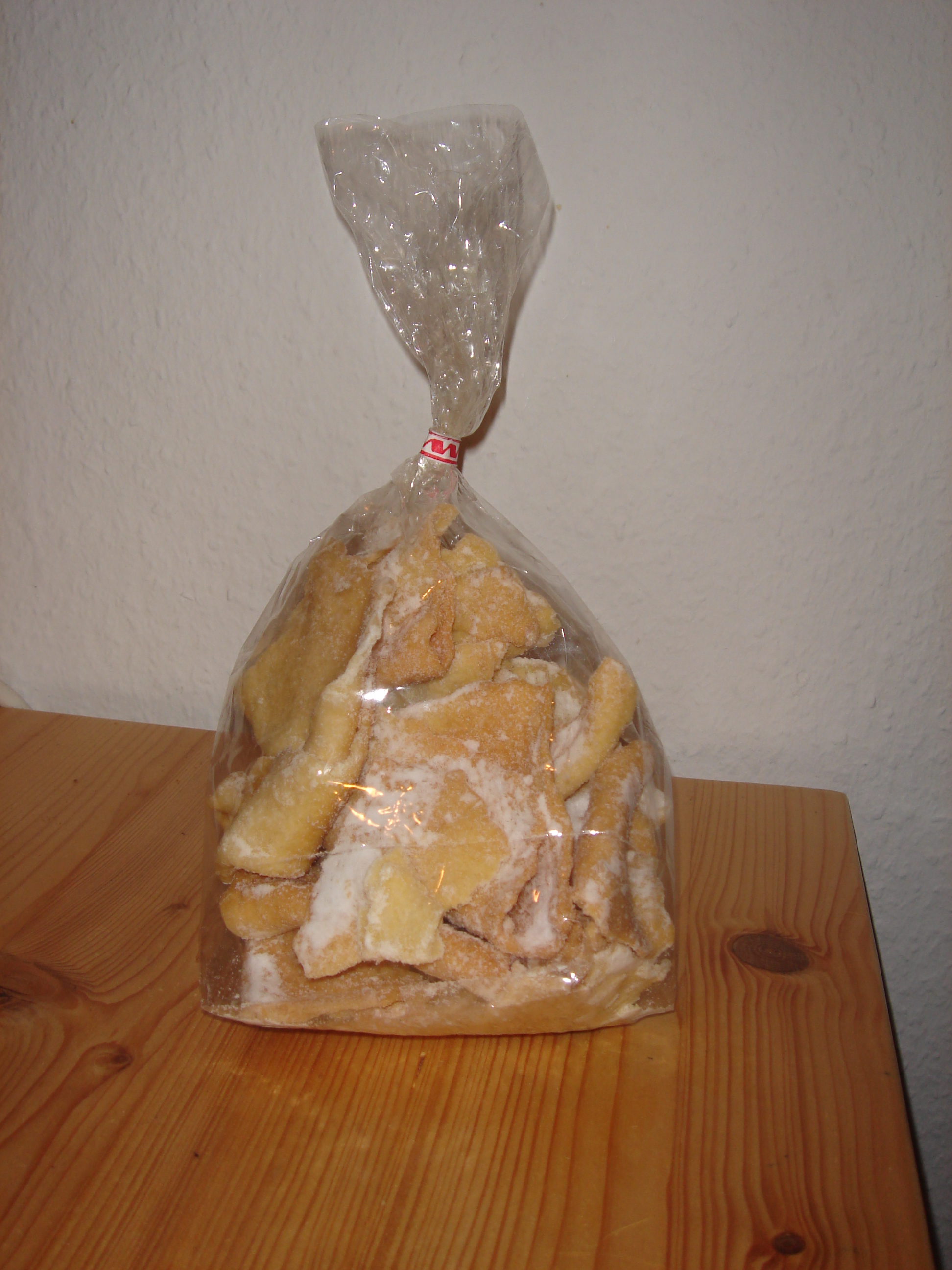
Een toefzak

Een toefzak is een luxeverpakking voor voedingswaren, die bestaat uit doorzichtig cellofaan, zodat de klant het artikel goed kan zien. Toefzakken worden doorgaans toegepast bij banketartikelen zoals mergpijpen en koeken. De zak wordt aan de bovenkant afgesloten met behulp van een clip of een (sier)touw.